# 禺知
禺知，又稱禺氏，中國古代記載的國家，位於周朝以西。以出產玉石聞名。許多現代學者主張禺知即月氏的不同譯名。

## 記載
記載於《穆天子傳》。

## 現代考證
清朝學者何秋濤主張，禺知即月氏。王國維與余太山等人，也主張禺知即為月氏。